# Iframe
iframe (od ang. inline frame) – element języka HTML, umożliwiający zawieranie dokumentu HTML wewnątrz innego dokumentu HTML. Rozmiar ramki <iframe> może być określony w dokumencie głównym, co powoduje, że można oglądać stronę HTML w czasie, gdy <iframe> jest jeszcze w trakcie pobierania z sieci. Ramki <iframe> często są używane do prezentacji reklam.

## Przykład
```
<!doctype html>

<
html
 
lang
=
"pl"
>

    
<
head
>

        
<
title
>
Tytuł strony
</
title
>

        
<
meta
 
charset
=
"utf-8"
>

    
</
head
>

    
<
body
>

        
<
p
>
W ramce iframe jest strona DuckDuckGo.
</
p
>

        
<
iframe
 
src
=
"https://duckduckgo.com"
 
height
=
"200"
>

            
<
p
>
Twoja przeglądarka nie obsługuje iframe.
</
p
>

        
</
iframe
>

    
</
body
>

</
html
>

```